# Movimento Cittadino
Il Movimento Cittadino (in spagnolo: Movimiento Ciudadano - MC) è un partito politico messicano.

## Risultati elettorali
| Elezione          | Elezione | Voti      | % | Seggi    |
| ----------------- | -------- | --------- | - | -------- |
| Parlamentari 2018 | Camera   | 2.754.074 |   | 10 / 500 |
| Parlamentari 2018 | Senato   | 3.225.226 |   | 4 / 128  |
| Parlamentari 2021 | Camera   | 6.880.489 |   | 23 / 500 |
| Parlamentari 2021 | Senato   |           |   | 0 / 128  |
| Parlamentari 2024 | Camera   | 6.497.404 |   | 24 / 500 |
| Parlamentari 2024 | Senato   | 6.528.238 |   | 5 / 128  |